# Franceska Jaimes
Franceska Jaimes (Bogotá, 20 de septiembre de 1985) es una ex actriz pornográfica y modelo erótica colombiana, que fue Pet of the Month de abril de 2011 en la revista Penthouse. Estuvo casada con el también actor porno Nacho Vidal, con quien tuvo dos hijos.

## Trayectoria
Fue llevada a la industria del cine para adultos por su marido Nacho Vidal. Su primera escena fue con Lucía Lapiedra en 2006. Franceska fue la Pet of the Month de abril de 2011 de la revista Penthouse. En febrero de 2016 fue portada de la revista colombiana SoHo.

## Premios y nominaciones
| Año  | Ceremonia     | Premio                                                                            | Trabajo                    | Resultado |
| ---- | ------------- | --------------------------------------------------------------------------------- | -------------------------- | --------- |
| 2012 | Premios AVN   | Artista femenina extranjera del año                                               | —                          | Nominada  |
| 2012 | Premios AVN   | Mejor escena escandalosa de sexo (con Nacho Vidal)                                | Nacho Vidal vs. Live Gonzo | Nominada  |
| 2012 | Galaxy Award  | Best New Female Performer (North America)                                         | —                          | Ganadora  |
| 2012 | Urban X Award | Best 3 Way Sex Scene (con Dana DeArmond y Nacho Vidal)                            | Nacho Vidal Back to USA    | Nominada  |
| 2013 | Premios AVN   | Mejor escena de sexo anal (con Manuel Ferrara)                                    | Big Wet Butts 6            | Nominada  |
| 2013 | Premios AVN   | Mejor escena de sexo en producción extranjera (con Nacho Vidal)                   | Fucking Tour               | Nominada  |
| 2013 | Premios AVN   | Mejor escena de masturbación                                                      | Nacho vs. Franceska Jaimes | Nominada  |
| 2013 | Premios AVN   | Mejor Tease Performance                                                           | Big Wet Butts 6            | Nominada  |
| 2013 | Premios AVN   | Artista femenina extranjera del año                                               | —                          | Nominada  |
| 2014 | Premios AVN   | Mejor escena de sexo en producción extranjera (con Penelope Crunch y Nacho Vidal) | Fuck Yeeaaah!!!!           | Nominada  |
| 2014 | Premios XBIZ  | Artista femenina extranjera del año                                               | —                          | Nominada  |